# Front antifeixista femení de Croàcia
El Front antifeixista femení de Croàcia (en serbocroat; Antifašistički front žena Hrvatske / Антифашистички фронт жена Хрватске), abreviat AFŽ (АФХ), va ser una organització de masses a la Croàcia ocupada pel Tercer Reich establerta per la Lliga dels Comunistes de Croàcia (Savez komunista Hrvatske, SKH) el desembre de 1941, dos anys abans de la pròpia república. El seu propòsit declarat era «activar i connectar els amplis estrats de les dones ... independentment de la seva filiació política, nacional o religiosa ... i implicar-les en la lluita d'alliberament nacional».
Va ser una de les organitzacions que va donar lloc el Front antifeixista femení de Iugolsàvia (Antifašistička fronta žena / Антифашистички фронт жена, AFŽ/AФЖ) al desembre de 1942.

## Propòsit i objectius
L'objectiu principal de l'organització era assegurar la participació de les dones croates en la resistència militar a l'ocupació nazi de Iugoslàvia i de l'estat titella anomenat Estat Independent de Croàcia (NDH). Altres tasques incloïen disseminació de pamflets antifeixistes, popularitzant els èxits de la Unió Soviètica i organitzant formes de resistència no militars. La lluita per la igualtat de gènere també era una tasca oficial; tot i que es va declarar vagament i gairebé com una reflexió posterior, es va convertir en un objectiu central de l'AFŽ. Encara que el Partit Comunista volia sincerament millorar l'estatus de les dones, el propi AFŽ es preveia principalment com una organització flexible a través de la qual s'introduiria la dona al moviment de resistència. No obstant això, els diversos AFŽ aviat van començar a actuar independentment del Partit. Algunes seccions van arribar a identificar-se com explícitament feministes i no exclusivament antifeixistes. Aquests «errors que tendeixen al feminisme», tal com van anomenar els funcionaris del partit, van ser més evidents a Croàcia.
L'organització va crear orfenats en els territoris alliberats, amb els primers a Iugoslàvia, sent els primers a les regions centrals croates de Lika i Kordun. Només a Croàcia, l'AFŽ va crear al voltant de 100 residències per a nens de la guerra. Les dones tenien l'obligació de sostenir l'economia local a través de l'agricultura, el transport d'aliments i municions des dels pobles fins al front, però també fer actes de sabotatge i distracció, com la destrucció de cultius enemics, línies telefòniques, carreteres i ferrocarrils. Com que no hi havia una organització equivalent establerta per entrenar els homes, el lideratge de l'AFŽ de Croàcia aviat va assenyalar que, en algunes zones, les dones cada vegada més s'interessaven en la política i participaven en operacions com els homes dels seus pobles.

## Composició ètnica
La desconfiança interétnica va suposar un gran problema per a l'AFŽ de Croàcia durant la «guerra fratricida». Les forces d'ocupació van perseguir la població jueva i ortodoxa sèrbia amb la col·laboració de la milícia croata Ustaša. Igual que el propi moviment partisà, l'AFŽ va atreure a la majoria dels serbis de les parts de Croàcia nominalment sota la NDH, mentre que les dones croates formaven la majoria de membres a Dalmàcia i Gorski kotar, parts del país annexades directament per Itàlia. Augmentar el nombre de croats a les zones del NHD controlades per l'AFŽ requeria molt de temps i esforços, sobretot perquè el nombre desproporcionat de membres serbis semblava ser un moviment principalment serbi. En canvi, les dones sèrbies sovint eren hostils als seus compatriotes croats que volien unir-se a organitzacions patrocinades per partisans com l'AFŽ.

## Els consells
El primer Consell del Front antifeixista femení de Croàcia es va celebrar el gener de 1943, dos anys després de la fundació de l'organització. Va ser el primer consell republicà que va seguir el primer consell del Front antifeixista femení de Iugoslàvia de desembre de 1942. L'AFŽ de Croàcia era l'organització més gran de l'AFŽ de Iugoslàvia, que comptava amb 9.348 activistes i 1.667 consells el gener de 1943. 3.130 activistes i 627 consells es van situar a Croàcia ocupada. La xarxa AFŽ de Croàcia també era la més desenvolupada i millor organitzada.
Els consells de l'AFŽ van sorgir a través de les zones alliberades de Croàcia pels partisans. Els Consells locals informaven a la regió, que estaven subordinay al Consell de la república, que al seu torn responia al Consell federal. Inicialment, el més actiu, i amb assoliments extraordinaris en l'esforç de guerra, va ser l'AFŽ regional de Lika, a la Croàcia pròpiament dita. Va aconseguir publicar el primer diari en temps de guerra per a dones, Žena u borbi (Dona en la lluita), enmig de la Operació Trio de contrainsurgència de 1942. La revista va resultar ser molt eficaç per mobilitzar les dones de Lika, i va servir d'exemple per a altres revistes en temps de guerra emeses per diversos fòrums de AFŽ.

## Galeria

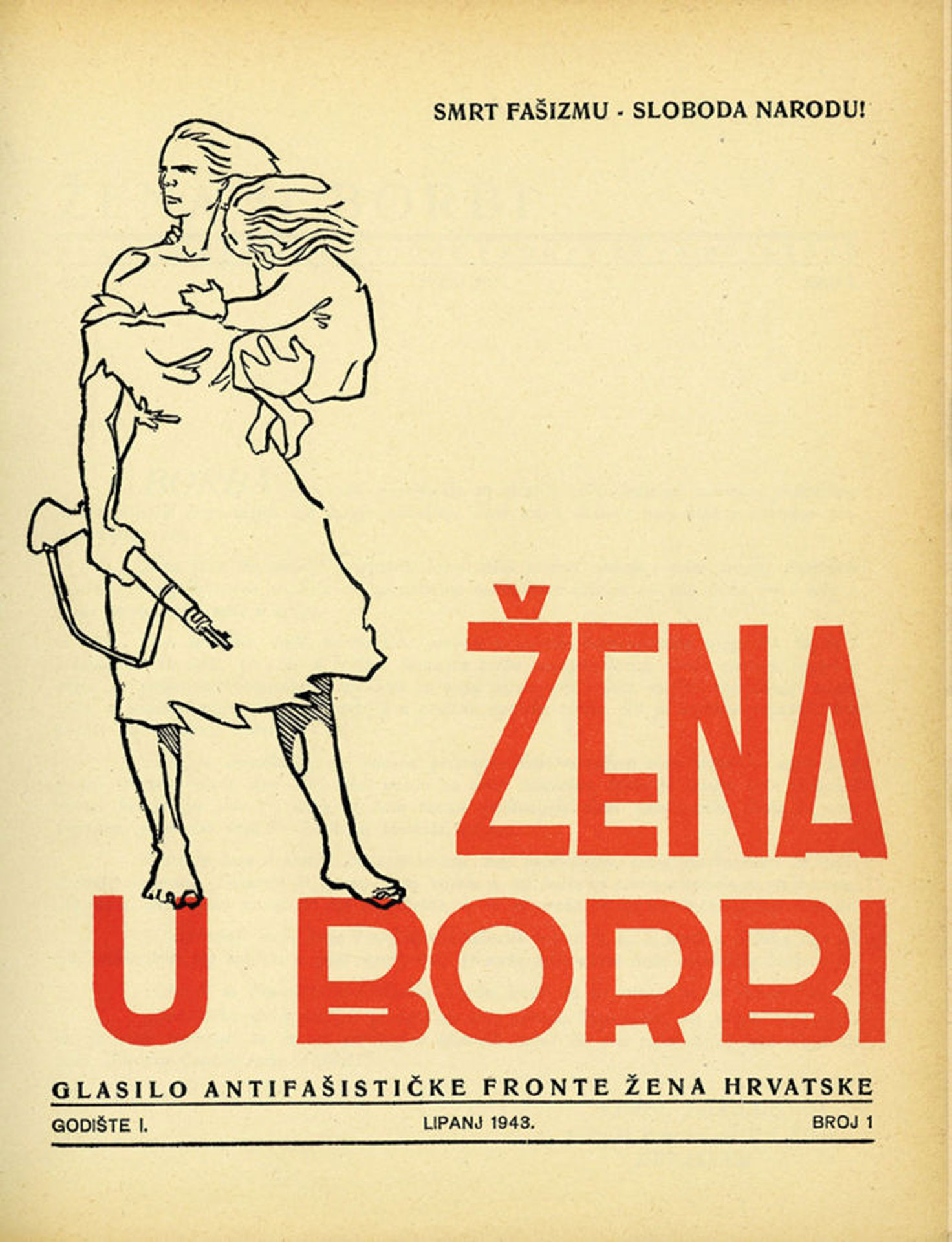
Portada del primer número de Žena u borbi. Juny de 1943
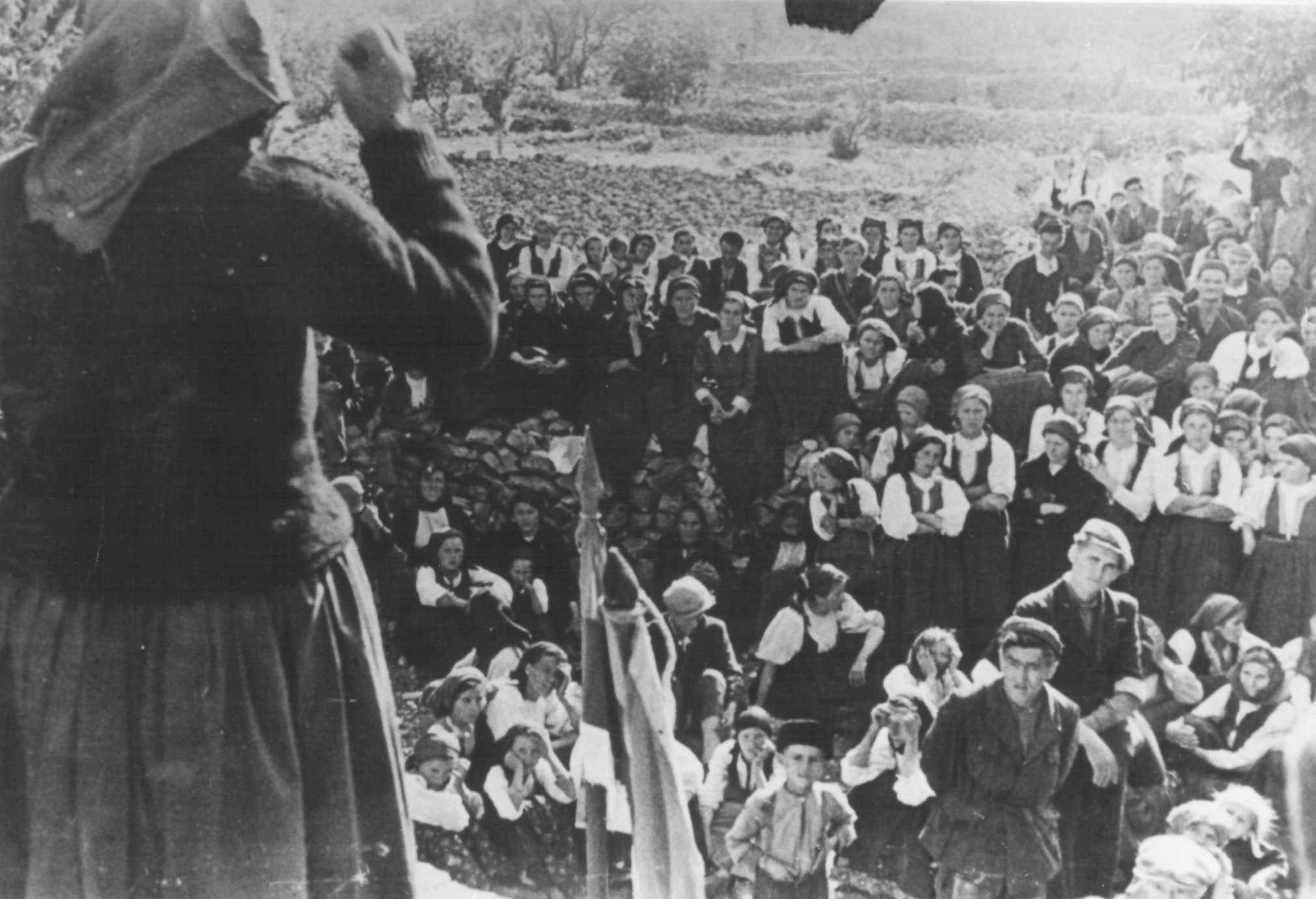
Una dona camperola d'edat avançada parlant en una concentració de l'AFŽ en un poble proper a Split. Maig de 1944
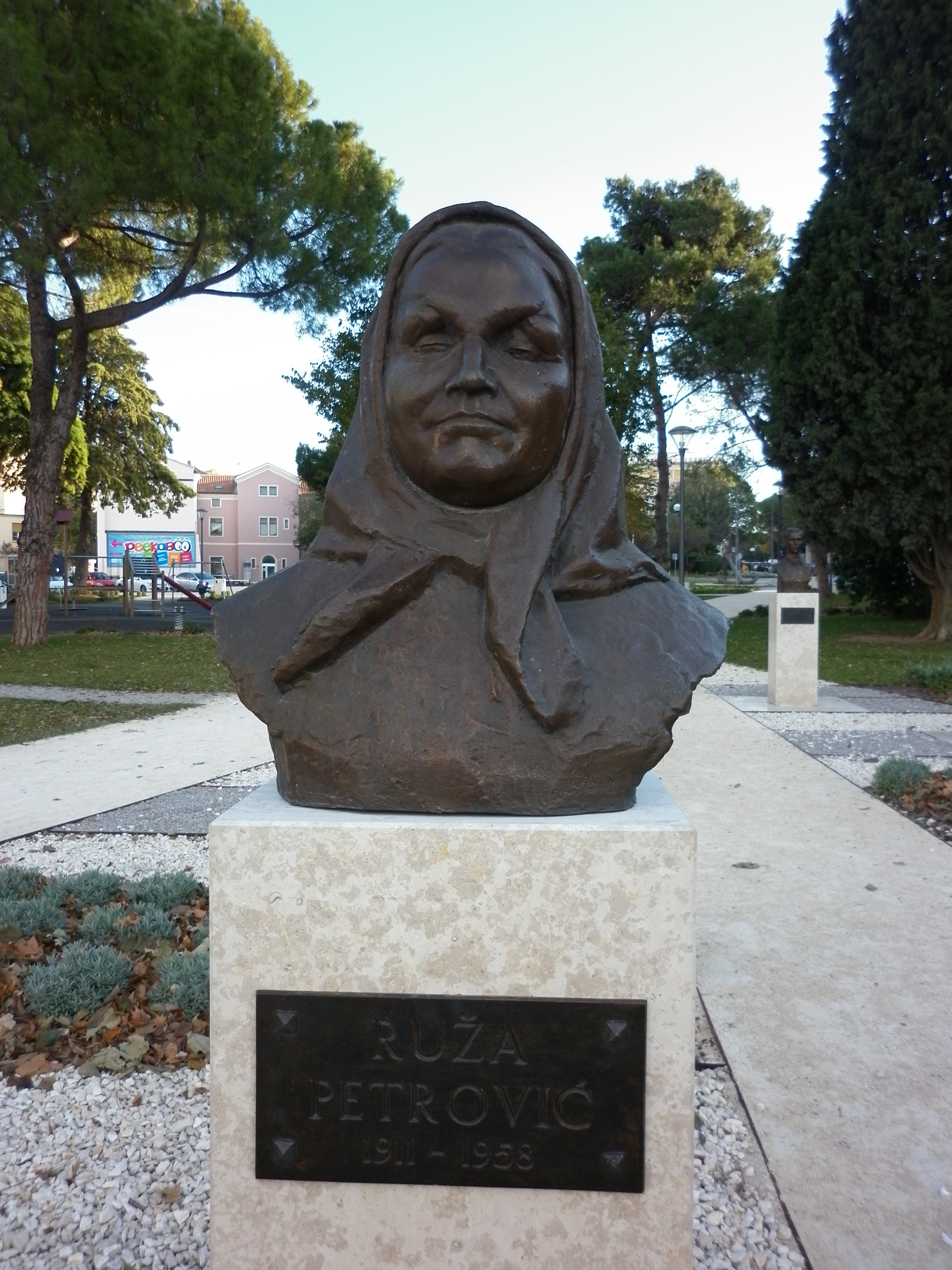
Bust de Ruža Petrović (1911-1958) a la ciutat de Pula